# Wiwaxia
Wiwaxia is een geslacht van uitgestorven diersoorten die bewaard zijn gebleven in de fossiele afzettingen van het Vroeg- en Midden-Cambrium, zoals de Burgess Shale. Er zijn twee typen bekend die aan dit geslacht worden toegeschreven. Het zachte lichaam van de dieren was bedekt met rugpantserplaatjes (sclerieten) en lange puntige lichaamsuitdijingen, die voornamelijk zijn bewaard in de sedimentaire rotsen. Volledig geconserveerde exemplaren hebben een lengte van 3,4 millimeter tot iets meer dan vijf centimeter. De exacte taxonomische classificatie van het geslacht is nog steeds controversieel onder paleontologen. Onderstaande beschrijving is voornamelijk gebaseerd op de soort Wiwaxia corrugata, omdat het bekend is van 138 complete exemplaren van de Burgess Shale, terwijl de tweede soort alleen in fragmenten is bewaard.

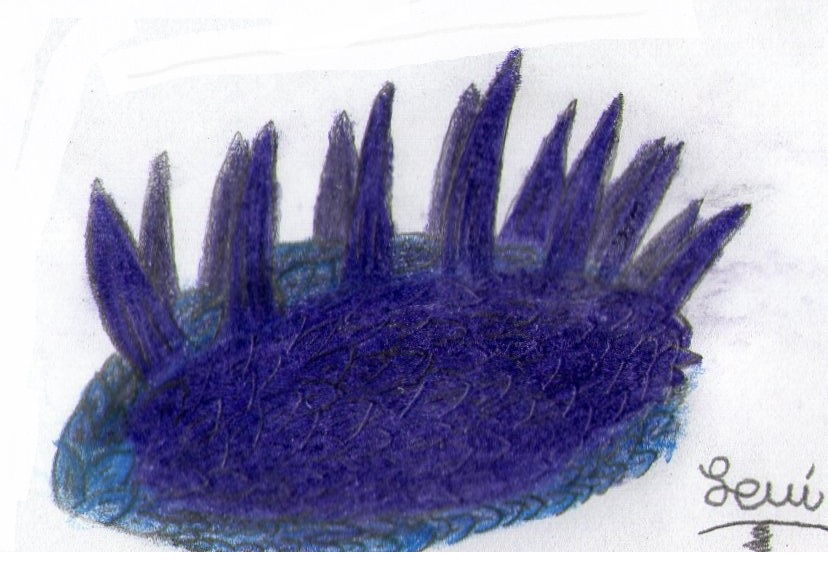

## Beschrijving
Wiwaxia had een bilateraal symmetrisch lichaam, dat van bovenaf gezien een elliptische vorm had zonder een onderscheidende kop of staart. Van voren gezien was het dier bijna rechthoekig van vorm. De meest volledig bewaard gebleven fossielen verschillen in grootte. Er zijn twee grootteklassen. De ene groep had een lichaamslengte van twee tot vijf centimeter, waarschijnlijk volwassen dieren, terwijl de andere groep een lengte had van slechts 3,4 millimeter tot 1,5 centimeter. Deze exemplaren waren waarschijnlijk jonge dieren. De lichaamslengte van Wiwaxia is moeilijk in te schatten, omdat de dieren na hun dood tegen elkaar werden gedrukt. Een exemplaar met een gemiddelde lengte van 3,4 centimeter zou een lichaamslengte van een centimeter kunnen hebben zonder de stekelige verlengingen. De verhouding tussen lichaamslengte en hoogte lijkt niet te zijn veranderd tijdens de groei van de dieren.
Het oppervlak van het lichaam was bedekt met pantserplaten en er waren lange stekels op de rug. De dieren hadden waarschijnlijk een vervelling ondergaan.

### Bepantsering
Het lichaam van het dier was bedekt met kleine, gegolfde pantserplaten, zogenaamde sclerieten, die plat op het lichaam lagen en elkaar overlapten. De lichaamsplaten vormden vijf hoofdgebieden: de bovenkant met acht tot negen rijen sclerieten; het bovenste zijdeel met elf tot twaalf; het onderste zijdeel met acht; de voorkant en het gebied dat het dichtst bij de oceaanbodem lag met twaalf tot zeventien rijen. De meeste sclerieten waren ovaal van vorm, maar het ventrolaterale dat het dichtst bij de zeebodem lag, was halvemaanvormig en in een rij met hun uiteinden naar beneden gericht. Bovendien had Wiwaxia twee rijen gegolfde stekels, die aan elke kant van de bovenkant van het lichaam omhoog staken en een lichte bocht naar boven hadden aan hun uiteinden. De verlengingen konden een lengte van elf tot tweeënvijftig millimeter bereiken. Het aantal verlengingen lijkt afhankelijk te zijn geweest van de grootte van het individu, maar kon oplopen tot twaalf per zijde. Het aantal en de afstand van de stekels was asymmetrisch in de gevonden exemplaren. Dit kan overeenkomen met natuurlijke groei en is mogelijk niet het gevolg van roofdieren voordat of nadat de dieren stierven. Hoewel de stekels in het midden van elke rij meestal de langste waren, tot vijf centimeter lang, hadden sommige gevonden exemplaren relatief korte middelste puntige stekelverlengingen, wat te wijten kan zijn aan het feit dat het hernieuwbare stekels waren. Het lijkt erop dat de kleinste exemplaren nog geen lange rugstekels hadden en dat ze alleen snel groeiden bij grotere juvenielen en langzamer bij volwassen Wiwaxia.

### Vervelling
Een jong exemplaar lijkt te hebben overleefd in de staat van vervelling, het had zijn oude pantser nog niet volledig afgeworpen. De nieuwe set stekels lijkt minder star dan de oudere en is enigszins onderontwikkeld, alsof de stekels in de volgende stap met lichaamsvloeistof werden opgepompt en vervolgens verhard. Het nieuwe pantser was waarschijnlijk vijftig tot zeventig procent groter in intern volume dan het oude. De vervelling lijkt in één stap te zijn voltooid, omdat volwassen exemplaren geen onderbrekingen in het pantser hebben die wijzen op het vervellen van delen van de schaal of van individuele sclerieten. Omdat de basis van de sclerieten relatief smal was en er geen tekenen zijn dat de sclerieten uitwaaierden tijdens het vervellen, kan het nodig zijn om het zachte weefsel van de sclerieten terug te trekken in vloeibare vorm, zoals het geval was met krab- en kreeftenscharen tijdens het vervellen. De huid moest ook worden afgestoten, omdat het verbrijzelde pantser als een eenheid verscheen en niet uit verspreide sclerieten bestond. In het juveniele exemplaar dat aan het vervellen was toen het stierf, lijkt het voedingsapparaat zich ook te hebben vernieuwd, omdat een rij tanden naar voren was gericht in dit exemplaar.

### Stekels
De lange rugstekels dienden naar alle waarschijnlijkheid als verdediging tegen roofdieren, vooral omdat vondsten van gebroken stekels aangeven dat Wiwaxia werd aangevallen. Het wezen kroop waarschijnlijk over de oceaanbodem en voedde zich met deeltjes die waren gezonken uit hogere lagen water. Wiwaxia vertoont geen tekenen van ledematen en was waarschijnlijk te groot om te bewegen met behulp van trilharen. Beweging door spiercontractie is het meest plausibel. Jonge dieren hebben zichzelf misschien begraven in de zeebodem. De overblijfselen van de brachiopoden Diraphora bellicostata zijn gevonden op ventrolaterale sclerieten van een individu, wat suggereert dat volwassen vertegenwoordigers van Wiwaxia niet te diep graafden of ploegden terwijl ze zich voortbewogen. Twee andere exemplaren van Diraphora bellicostata zaten vast aan de dorsale sclerieten. Wiwaxia lijkt een eenling te zijn geweest en niet in groepen.

## Levenswijze
De vlakke onderzijde van Wiwaxia was zacht en niet gepantserd. Er is weinig bekend over de interne anatomie. Het spijsverteringskanaal liep duidelijk van voor naar achter. Aan de voorkant lag in het geval van een dier met een gemiddelde grootte van 2,5 centimeter, ongeveer vijf millimeter van de mondopening het voedingsapparaat, dat bestond uit twee (in enkele exemplaren ook drie) rijen conische tanden die naar binnen waren gericht. Dit eetapparaat was hard genoeg om in een dozijn exemplaren bewaard te blijven, maar was niet verkalkt en vrij flexibel omdat het kon worden opgevouwen en ingetrokken, wanneer deze niet nodig was. Als het dier at, werd het eetapparaat uit de mond geduwd. Twee rijen met hetzelfde aantal tanden als bij grotere individuen waren aanwezig, zelfs bij de kleinste exemplaren. Dit geeft aan dat de eetgewoonten van Wiwaxia niet veranderden na het larvale stadium. Het voedingsapparaat functioneerde waarschijnlijk als raspen die werden gebruikt om bacteriën van het microbentapijt te schrapen dat de oceaanbodem bedekte. Het is ook mogelijk dat het werd gebruikt om voedseldeeltjes van de zeebodem te verzamelen, als met een hark. Omdat er geen tekenen van tentakels of ogen zijn, wordt aangenomen dat Wiwaxia voornamelijk afhankelijk was van zijn chemische zintuigen, smaak en reukvermogen. De manier waarop Wiwaxia ademde, is ook onbekend.

## Ontdekkingsgeschiedenis
Wiwaxia werd oorspronkelijk benoemd door George Frederic Matthew in 1899 op basis van een enkele stekel, gevonden in Ogyopsis-leisteen en geclassificeerd als een hyolithide. Meer exemplaren werden gevonden door de Amerikaanse paleontoloog Charles Doolittle Walcott in 1911 tijdens een van zijn expedities naar de nabijgelegen Burgess Shale in de Canadese Rockies. Walcott classificeerde het fossiel als een lid van de klasse Polychaeta binnen de ringwormstam.
In 1966 en 1967 ging een team onder leiding van Harry B. Whittington op expeditie naar de Burgess Shale en vond zoveel fossielen dat het jaren duurde om ze allemaal te evalueren. Bovendien was Wiwaxia een van de moeilijkste fossielen om te analyseren. Er zijn 464 exemplaren van Wiwaxia bekend uit de Burgess Shale, goed voor 0,88 procent van de faunagemeenschap. Simon Conway Morris, een lid van Whittingtons team, publiceerde in 1985 een gedetailleerde beschrijving, waarin hij concludeerde dat Wiwaxia niet onder de Polychaeta kon worden gerangschikt. Voordat fragmenten werden gevonden in het Georgina Basin in Australië in 1991, kwamen alle bekende exemplaren van Wiwaxia rechtstreeks uit de Burgess Shale of uit plaatsen in de buurt. In 2004 werden verdere ontdekkingen gedaan in dezelfde afzetting, die twee nieuwe soorten zou kunnen vertegenwoordigen. In 1994 werd een andere soort (W. taijiangensis) beschreven op basis van fossielen die in fragmenten zijn bewaard. Deze werden gevonden in de Kaili-formatie in China, die zijn gedateerd tot het einde van het Midden-Cambrium.
Half-complete exemplaren werden gevonden in de Burgess Shale, die het Midden-Cambrium vertegenwoordigt rond 505 miljoen jaar. Fossielen bewaard in fragmenten werden ontdekt in iets oudere of jongere lagen nabij de Burgess Shale, in de Kaili-formatie in China, die dateert uit het einde van het Midden-Cambrium en in de Midden-Cambrium-lagen van de Buchava-formatie in het Tsjechische Týřovice nad Berounkou. Andere exemplaren komen uit de Cambrische bergkapformatie in het Mackenzie-gebergte in het noordwesten van Canada, de leisteen van de Emu-baai op Kangaroo Island voor de zuidkust van Australië, die zijn oorsprong vond in het gedeelte van het Boven-Botomium in het Onder-Cambrium en uit het Midden-Botomium van Siberië. De bevindingen tonen aan dat Wiwaxia en veel van de andere levensvormen van de Burgess Shale wijdverbreid waren.

## Fylogenie
De meeste fyla die vandaag bekend zijn, ontstonden tijdens het Cambrium. Als gevolg hiervan lijken veel afstammelingen die later zijn uitgestorven, intermediair te zijn voor twee of meer moderne groepen of hebben ze niet alle kenmerken die de leden van een moderne groep hebben. Ze vallen daarom in de 'stamgroepen' van een modern taxon. Het debat over de vraag of Wiwaxia in een moderne kroongroep of een stamgroep moet worden ingedeeld, gaat door. Toen Walcott voor het eerst Wiwaxia beschreef, nam hij aan dat het een borstelworm uit de klasse van de ringwormen was en bij zijn sclerieten dekplaten vergelijkbaar waren met die van de ringwormen. Meer recent is het debat intensief geweest. Classificatiesuggesties omvatten: Wiwaxia als lid van een uitgestorven stam die in de verte verwant was aan de weekdieren; behorend tot een kroongroep van de Polychaeta; als lid van een stamgroep van Annelida; als een problematische vertegenwoordiger van de sectie van de Bilateria; als lid van een stamgroep van, of mogelijk basale vertegenwoordiger van een kroongroep van, de weekdieren.
In 1985 gaf Simon Conway Morris Walcott toe dat er overeenkomsten waren met de borstelwormen, maar vond de sclerieten van Wiwaxia anders dan de elytres van de Annelida. Hij vond de overeenkomsten tussen het voedingsapparaat van Wiwaxia en de radula van sommige weekdieren indrukwekkender en plaatste het dier in het nieuwe taxon Molluscata, die volgens zijn suggestie ook de weekdieren en de Hyolitha zou moeten bevatten. Toen hij later het halfbewaarde exemplaar van Halkieria beschreef, was hij van mening dat deze nauw verwant was met Wiwaxia.
Nick Butterfield, een promovendus uit 1990 aan Harvard, was het met Morris eens dat de sclerieten zijn ontworpen als elytres, de dekvleugels van de kever, die relatief vlezig en zacht zijn. Hij concludeerde echter dat Wiwaxia vanwege het harde scleriet niet in het taxon Coeloscleritophora kon worden geplaatst en daarom niet nauwer verwant kon zijn met Halkieria, die holle sclerieten had. In plaats daarvan geloofde hij dat deze leken op de chitine-bevattende borstelharen (setae) die uitsteken uit het lichaam van moderne anneliden en bladvormige schubben vormden in sommige geslachten, die de rug bedekken als dakpannen. De overeenkomsten betroffen de samenstelling, structuur, wortels van de follikels in de huid en het algemene uiterlijk van sclerieten. Een aantal moderne anneliden ontwikkelden ook borstelharen aan beide zijden van het lichaam, die zowel Walcott als Butterfield zagen als vergelijkbaar met de rugstekels van Wiwaxia.
Butterfield beweerde ook dat in plaats van in het midden van de kop, het eetapparaat van Wiwaxia in twee delen aan de zijkanten van de kop had kunnen zitten, zoals gebruikelijk is bij polychaeten. Hij ging zover dat hij Wiwaxia classificeerde als een lid van de moderne orde Phyllodocida, en wees erop dat het kennelijke gebrek aan lichaamssegmentatie bij Wiwaxia geen obstakel was, omdat sommige moderne vertegenwoordigers van de polychaeten ook geen segmentatie hebben, behalve tijdens hun ontwikkeling. Hij ontdekte later dat Wiwaxia niet de kenmerken had van de polychaete die naar verwachting gemakkelijk zou fossiliseren, en daarom beschouwde hij Wiwaxia als een kerngroepannelide, een vroege voorouder van moderne anneliden.
Conway Morris en Peel (1995) accepteerden de argumenten van Butterfield in grote lijnen en behandelden Wiwaxia als een voorouder van de Polychaetes. Ze zeiden dat Butterfield hun had meegedeeld dat de microscopische structuur van de sclerieten van Wiwaxia identiek was aan de borstelharen van Burgessochaeta en Canada, twee polychaeten uit de Burgess Shale. Conway Morris en Peel ontdekten ook dat een exemplaar van Wiwaxia sporen vertoonde van een kleine schelp, die mogelijk een overblijfsel was uit een eerder stadium in de evolutie van het geslacht. De auteurs merkten op dat een bepaalde groep moderne polychaeten ook overblijfselen van voormalige schelpen hadden. Desondanks bleven ze geloven dat het Wiwaxia-eetapparaat meer leek op de radula van de weekdieren. Ze voerden ook aan dat Wiwaxia tamelijk nauw verwant was aan, en eigenlijk was afgeleid van de Halkieriidae, omdat de sclerieten op dezelfde manier waren gegroepeerd, hoewel die van de Halkieriidae veel kleiner en talrijker waren. Ze gaven ook aan dat Butterfield in 1994 Wiwaxia-sclerieten vond die hol waren. Ze presenteerden een uitgebreid cladogram, met de volgende uitkomst:
- de vroege Halkieriidae vertegenwoordigden een zustergroep van de weekdieren. Beiden waren afstammelingen van een redelijk nauw verwante gemeenschappelijke voorouder.
- de Halkieriidae gevonden door Conway Morris in de Sirius Passet-afzetting in Groenland vormden een zustergroep voor de brachiopoden, dieren waarvan de moderne vormen dubbelwandige schelpen hebben, maar verschillen van de weekdieren door een gespierde stengel en een karakteristiek voedingsapparaat, de lophophore, met tentakels.
- een ander geslacht van Halkieriidae, Thambetolepis, is de 'oudtante' en Wiwaxia de 'tante' van de Annelida.

|  | \| \| Annelida \| \| \| \| \| \| Canadia \| \| \| \| |
|  |                                                      |
|  | Wiwaxia                                              |
|  |                                                      |
|  | Annelida                                             |
|  |                                                      |
|  | Canadia                                              |
|  |                                                      |

|  | Annelida |
|  |          |
|  | Canadia  |
|  |          |

|  | \| \| Annelida \| \| \| \| \| \| Canadia \| \| \| \| |
|  |                                                      |
|  | Wiwaxia                                              |
|  |                                                      |
|  | Annelida                                             |
|  |                                                      |
|  | Canadia                                              |
|  |                                                      |

|  | Annelida |
|  |          |
|  | Canadia  |
|  |          |

|  | Halkieria evangelista |
|  |                       |
|  | Brachiopoda           |
|  |                       |

|  | \| \| Annelida \| \| \| \| \| \| Canadia \| \| \| \| |
|  |                                                      |
|  | Wiwaxia                                              |
|  |                                                      |
|  | Annelida                                             |
|  |                                                      |
|  | Canadia                                              |
|  |                                                      |

|  | Annelida |
|  |          |
|  | Canadia  |
|  |          |

|  | \| \| Annelida \| \| \| \| \| \| Canadia \| \| \| \| |
|  |                                                      |
|  | Wiwaxia                                              |
|  |                                                      |
|  | Annelida                                             |
|  |                                                      |
|  | Canadia                                              |
|  |                                                      |

|  | Annelida |
|  |          |
|  | Canadia  |
|  |          |

|  | Halkieria evangelista |
|  |                       |
|  | Brachiopoda           |
|  |                       |

|  | \| \| Annelida \| \| \| \| \| \| Canadia \| \| \| \| |
|  |                                                      |
|  | Wiwaxia                                              |
|  |                                                      |
|  | Annelida                                             |
|  |                                                      |
|  | Canadia                                              |
|  |                                                      |

|  | Annelida |
|  |          |
|  | Canadia  |
|  |          |

|  | \| \| Annelida \| \| \| \| \| \| Canadia \| \| \| \| |
|  |                                                      |
|  | Wiwaxia                                              |
|  |                                                      |
|  | Annelida                                             |
|  |                                                      |
|  | Canadia                                              |
|  |                                                      |

|  | Annelida |
|  |          |
|  | Canadia  |
|  |          |

|  | Halkieria evangelista |
|  |                       |
|  | Brachiopoda           |
|  |                       |

|  | \| \| Annelida \| \| \| \| \| \| Canadia \| \| \| \| |
|  |                                                      |
|  | Wiwaxia                                              |
|  |                                                      |
|  | Annelida                                             |
|  |                                                      |
|  | Canadia                                              |
|  |                                                      |

|  | Annelida |
|  |          |
|  | Canadia  |
|  |          |

|  | \| \| Annelida \| \| \| \| \| \| Canadia \| \| \| \| |
|  |                                                      |
|  | Wiwaxia                                              |
|  |                                                      |
|  | Annelida                                             |
|  |                                                      |
|  | Canadia                                              |
|  |                                                      |

|  | Annelida |
|  |          |
|  | Canadia  |
|  |          |

|  | Halkieria evangelista |
|  |                       |
|  | Brachiopoda           |
|  |                       |

|  | \| \| Annelida \| \| \| \| \| \| Canadia \| \| \| \| |
|  |                                                      |
|  | Wiwaxia                                              |
|  |                                                      |
|  | Annelida                                             |
|  |                                                      |
|  | Canadia                                              |
|  |                                                      |

|  | Annelida |
|  |          |
|  | Canadia  |
|  |          |

|  | \| \| Annelida \| \| \| \| \| \| Canadia \| \| \| \| |
|  |                                                      |
|  | Wiwaxia                                              |
|  |                                                      |
|  | Annelida                                             |
|  |                                                      |
|  | Canadia                                              |
|  |                                                      |

|  | Annelida |
|  |          |
|  | Canadia  |
|  |          |

|  | Halkieria evangelista |
|  |                       |
|  | Brachiopoda           |
|  |                       |

|  | \| \| Annelida \| \| \| \| \| \| Canadia \| \| \| \| |
|  |                                                      |
|  | Wiwaxia                                              |
|  |                                                      |
|  | Annelida                                             |
|  |                                                      |
|  | Canadia                                              |
|  |                                                      |

|  | Annelida |
|  |          |
|  | Canadia  |
|  |          |

|  | \| \| Annelida \| \| \| \| \| \| Canadia \| \| \| \| |
|  |                                                      |
|  | Wiwaxia                                              |
|  |                                                      |
|  | Annelida                                             |
|  |                                                      |
|  | Canadia                                              |
|  |                                                      |

|  | Annelida |
|  |          |
|  | Canadia  |
|  |          |

|  | Halkieria evangelista |
|  |                       |
|  | Brachiopoda           |
|  |                       |

|  | \| \| Annelida \| \| \| \| \| \| Canadia \| \| \| \| |
|  |                                                      |
|  | Wiwaxia                                              |
|  |                                                      |
|  | Annelida                                             |
|  |                                                      |
|  | Canadia                                              |
|  |                                                      |

|  | Annelida |
|  |          |
|  | Canadia  |
|  |          |

|  | \| \| Annelida \| \| \| \| \| \| Canadia \| \| \| \| |
|  |                                                      |
|  | Wiwaxia                                              |
|  |                                                      |
|  | Annelida                                             |
|  |                                                      |
|  | Canadia                                              |
|  |                                                      |

|  | Annelida |
|  |          |
|  | Canadia  |
|  |          |

|  | Halkieria evangelista |
|  |                       |
|  | Brachiopoda           |
|  |                       |

|  | \| \| Annelida \| \| \| \| \| \| Canadia \| \| \| \| |
|  |                                                      |
|  | Wiwaxia                                              |
|  |                                                      |
|  | Annelida                                             |
|  |                                                      |
|  | Canadia                                              |
|  |                                                      |

|  | Annelida |
|  |          |
|  | Canadia  |
|  |          |

|  | \| \| Annelida \| \| \| \| \| \| Canadia \| \| \| \| |
|  |                                                      |
|  | Wiwaxia                                              |
|  |                                                      |
|  | Annelida                                             |
|  |                                                      |
|  | Canadia                                              |
|  |                                                      |

|  | Annelida |
|  |          |
|  | Canadia  |
|  |          |

|  | Halkieria evangelista |
|  |                       |
|  | Brachiopoda           |
|  |                       |

Zeebiologe Amélie H. Scheltema ontdekte in 2003 dat het eetapparaat van Wiwaxia leek op de radula van moderne, schelploze wormmollusken en dat de sclerieten van de twee groepen erg op elkaar leken. Ze concludeerde dat Wiwaxia in een clade moest worden geplaatst die ook de weekdieren omvat. De Deense zoöloog Danny Eibye-Jacobsen beweerde in 2004 dat Wiwaxia geen kenmerken had op basis waarvan het veilig kon worden vergeleken met de Polychaeta of de Annelida. Eibye-Jacobsen beschouwde de borstelharen als een eigenschap gedeeld door weekdieren, anneliden en brachiopoden. Dus zelfs als de sclerieten erg op de borstelharen leken, wat de wetenschapper betwijfelde, bewees dit niet dat de naaste familieleden van Wiwaxia de Annelida zijn. Hij toonde ook aan dat het zeer verschillende aantal sclerites in verschillende delen van het lichaam van Wiwaxia niet in verband werd gebracht met een plausibel segmentatiepatroon. Hoewel Eibye-Jacobsen er niet van uitging dat dit de classificatie van Wiwaxia als polychaete zou verhinderen, beschouwde hij ook het gebrek aan onderscheidende kenmerken van de polychaeten als een ernstig bezwaar. Volgens hem waren er geen overtuigende redenen waarom Wiwaxia zou moeten worden geclassificeerd als een protoannelide of een protomollusk. Butterfield keerde terug naar het debat in 2006 en herhaalde de argumenten die hij in 1990 presenteerde over waarom Wiwaxia als een polychaete moet worden gezien. Hoewel haren een kenmerk van verschillende groepen zijn, verschijnen ze alleen als rugbedekking bij de polychaeten.